# Автошлях Н 03
Автошлях Н-03 (Житомир — Чернівці) — автомобільний шлях національного значення на території України. Проходить територією Житомирської, Хмельницької та Чернівецької областей.
Починається в Житомирі, проходить через Чуднів, Любар, Старокостянтинів, Хмельницький, Ярмолинці, Дунаївці, Кам'янець-Подільський, Хотин та закінчується в місті Чернівці.

## Загальна довжина
Житомир — Чернівці — 336,1 км.
Об'їзд міста Дунаївці — 2,7 км.
Об'їзд міста Старокостянтинів — 11,2 км.
Разом — 350 км.

## Історія

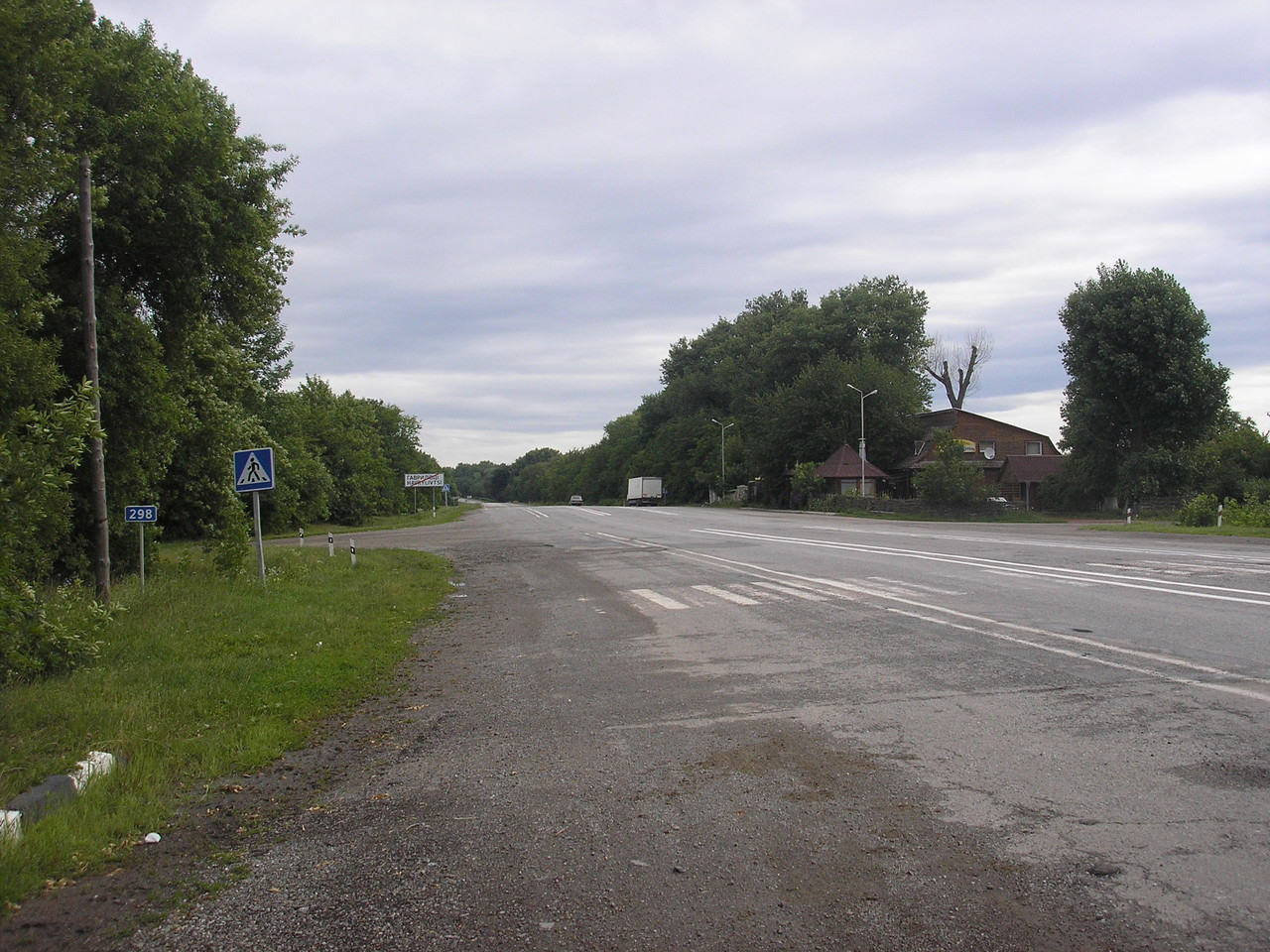
Автошлях Н-03 поворот на Руду

У 1970 році була побудована об’їзна Хотина, або ж частина дороги автошляху Н 03.
2001 році було завершено будівництво обходу Ярмоленець.
Будівництво об'їзної дороги біля міста Дунаївці, розпочали ще у 2004 році. Загальна її протяжність 7,72 км. На першу чергу будівництва обходу було втрачено чотири роки і завершено в 2008 році. Другу чергу почали будувати у 2008 році. Її закінчили через десять років, у 2018 році. Третю чергу завершили у 2020 році за програмою Велике будівництво.

## Стан

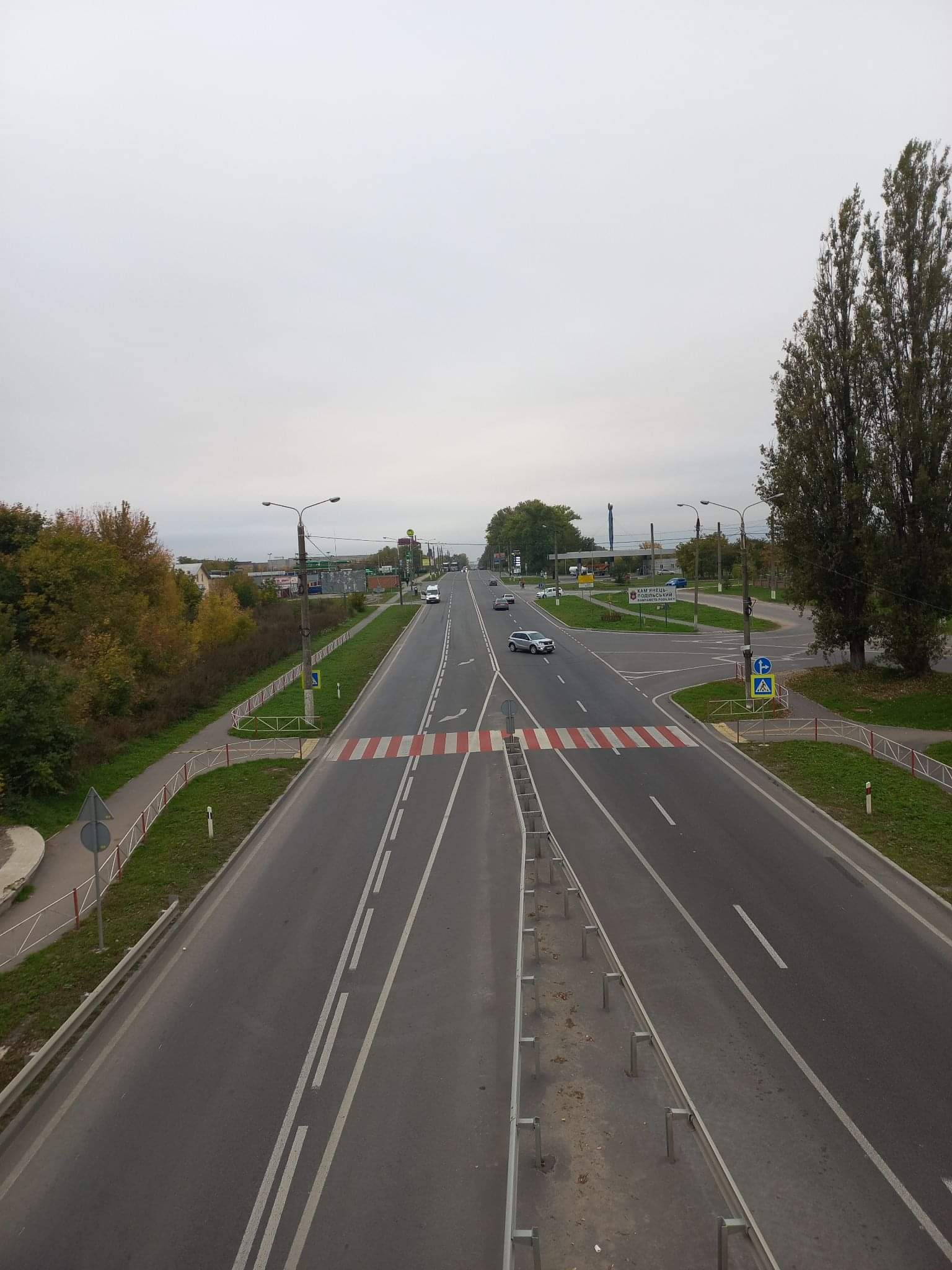
Автошлях Н-03 відновлений у 2021 році Кам'янець-Подільський район

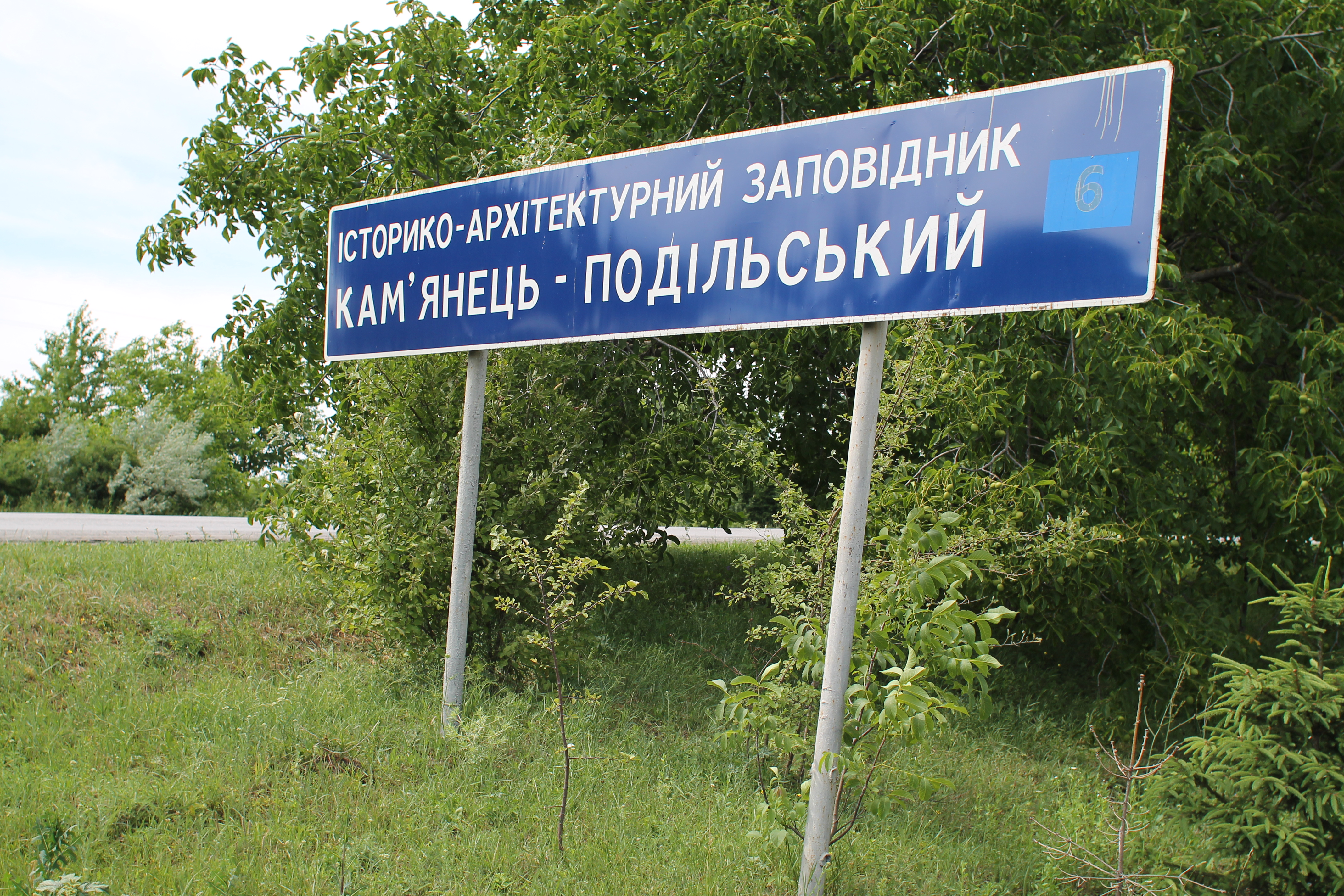
Вказівник на автошляху Н-03

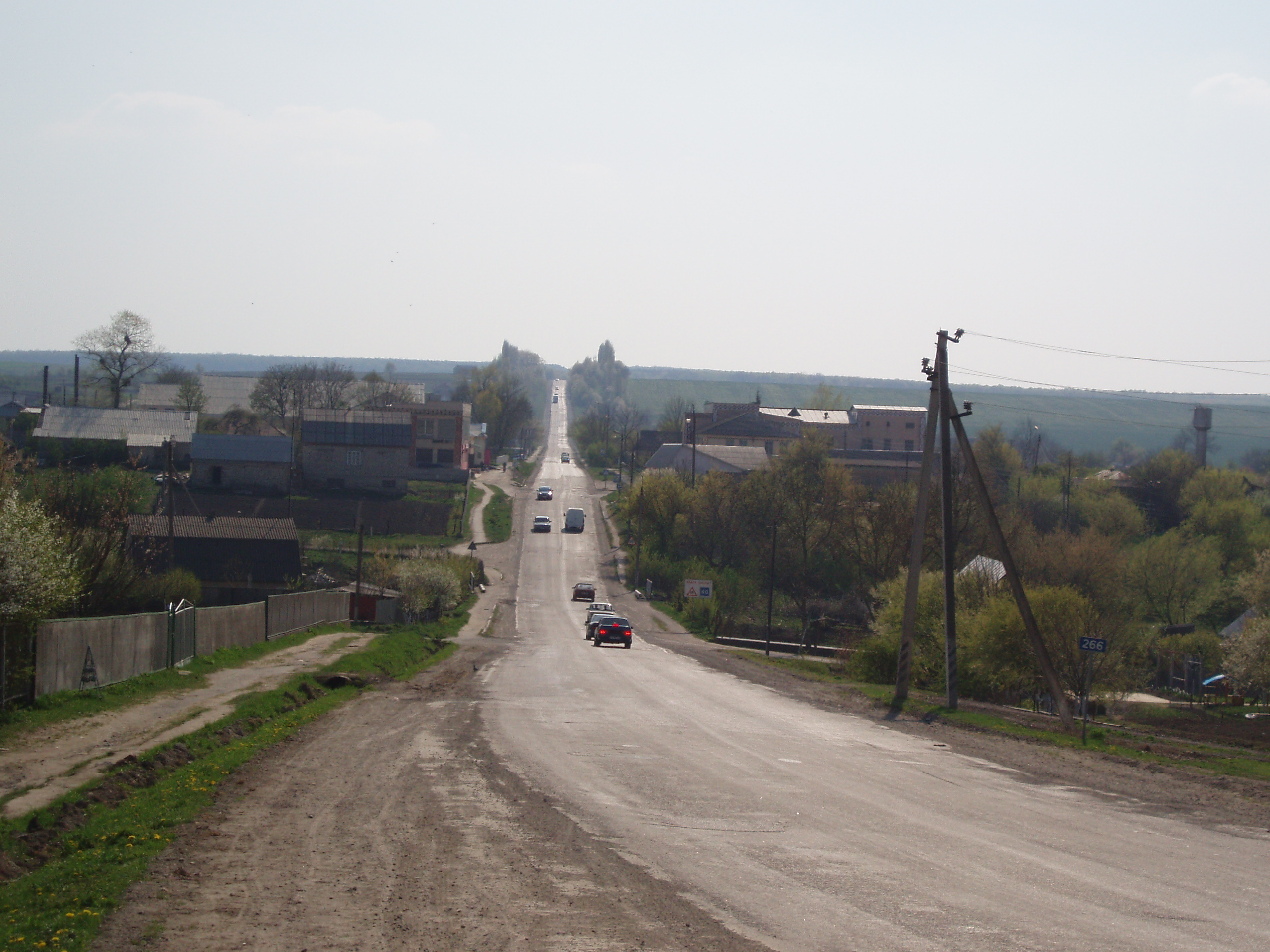
Автошлях Н-03 в районі села Шатава на Дунаєвеччині Хмельницької області (квітень 2009)

За урядовою програмою Велике будівництво, з ініціативи Президента України, дорога з 2019 по 2021 роки була майже повністю відремонтована від міста Чернівці до меж Житомирської області.
Без повноцінної об'їзної на автошляху Н-03 залишаються такі міста, як Кам'янець-Подільський, Чуднів, Любар, частково, де є об'їзні, але не повністю забирають трафік, міста як: Старокостянтинів, Хмельницький, Житомир. Всі інші великі міста на цій дорозі мають об'їзну довкола міста, такі як: Хотин, Дунаївці, Ярмолинці.
Автошлях Н-03 дає вихід на кордони таких країн: Молдови, Румунії, Білорусії, країн Південно-Східної Європи, а також це найшвидший шлях зі півночі, центру та сходу України до українських Карпат.
В перспективі, автошлях Н-03 мав би бути з'єднаний повноцінною, відповідної категорії з твердим покриттям дорогою, зі пунктом пропуску «Дяківці», через місто Новоселицю та Маршинецький міст у напрямку до контрольно-пропускного пункту державного кордону з Румунією та ЄС. Забираючи частину автомобільного потоку зі контрольно-пропускного пункту «Порубне» — «Сірет» та зменшивши транзитний транспорт і навантаження на дорожню інфраструктуру міста Чернівці. Збільшивши об'єми торгівлі та відкривши шляхи до країн Балкан.

## Маршрут
Автошлях пролягає через такі міста:
| Автошлях Н-03               |                          |
| Житомирська область         |                          |
| Житомирський район          |                          |
| Хмельницька область         |                          |
| Хмельницький район          |                          |
| Кам'янець-Подільський район |                          |
| Міцівці                     | Т 2304                   |
| Дунаївці                    | Т 2308Т 2303             |
| Слобідка-Рахнівська         |                          |
| Шатава                      |                          |
| Кам'янець-Подільський       | Р24Р48Т 2321Т 2325Т 2317 |
| Смотрич                     |                          |
| Колибаївка                  |                          |
| Гаврилівці                  |                          |
| Жванець                     | Т 2002                   |
| Чернівецька область         |                          |
| Дністровський район         |                          |
| Атаки                       |                          |
| Хотин                       | Т 2610                   |
|                             | Р63                      |
| Недобоївці                  | Т 2603                   |
| Чернівецький район          |                          |
| Динівці                     |                          |
|                             | Т 2621                   |
| Припруття                   | Н10                      |
| Бояни                       |                          |
| Чернівці                    | E85Р62                   |